# Allan Boath
Allan Roderick Boath (ur. 14 grudnia 1958 w Dundee) – nowozelandzki piłkarz, reprezentant kraju, grający na pozycji pomocnika.

## Kariera klubowa
Rozwijając się jako zawodnik w Celtic Boys Club, Boath podpisał kontrakt z Dundee United, ale nigdy nie zadebiutował w pierwszym zespole. Następnie grał w Forfar Athletic przez jeden sezon, występując w 15 meczach w Scottish Football League.
W 1978 wyjechał do Nowej Zelandii, gdzie grał w Woolston W.M.C. oraz Christchurch United. W 1982 przez kilka miesięcy grał w australijskim West Adelaide, po czym powrócił do kraju, gdzie występował ponownie w Christchurch United oraz University-Mount Wellington. Od 1985 reprezentował barwy North Shore United. Wraz z zespołem zdobył Chatham Cup w 1986 oraz Challenge Trophy w 1987. Boath zakończył jako piłkarz North Shore karierę piłkarską w 1988. 
| Sezon   | Klub                        | Kraj          | Rozgrywki                          | Mecze | Bramki |
| ------- | --------------------------- | ------------- | ---------------------------------- | ----- | ------ |
| 1976/77 | Dundee United               | Szkocja       | Division One                       |       |        |
| 1977/78 | Forfar Athletic             | Szkocja       | Division Three                     | 15    | 0      |
| 1978    | Woolston W.M.C.             | Nowa Zelandia | New Zealand National Soccer League |       |        |
| 1979    | Woolston W.M.C.             | Nowa Zelandia |                                    |       |        |
| 1980    | Christchurch United         | Nowa Zelandia | New Zealand National Soccer League | 21    | 2      |
| 1981    | Woolston W.M.C.             | Nowa Zelandia | New Zealand National Soccer League | 16    | 2      |
| 1982    | West Adelaide               | Nowa Zelandia | New Zealand National Soccer League | 11    | 2      |
| 1983    | Christchurch United         | Nowa Zelandia | New Zealand National Soccer League |       |        |
| 1984    | Christchurch United         | Nowa Zelandia | New Zealand National Soccer League |       |        |
| 1984    | University-Mount Wellington | Nowa Zelandia | New Zealand National Soccer League | 13    | 3      |
| 1985    | North Shore United          | Nowa Zelandia | New Zealand National Soccer League |       |        |
| 1986    | North Shore United          | Nowa Zelandia | New Zealand National Soccer League |       |        |
| 1987    | North Shore United          | Nowa Zelandia | New Zealand National Soccer League |       |        |
| 1988    | North Shore United          | Nowa Zelandia | New Zealand National Soccer League |       |        |

## Kariera reprezentacyjna
Boath w pierwszej reprezentacji zadebiutował 7 maja 1981 w meczu przeciwko reprezentacji Chińskiego Tajpej, zremisowanym 0:0. 
W 1982 został powołany przez trenera Johna Adsheada na Mistrzostwa Świata 1982, gdzie reprezentacja Nowej Zelandii odpadła w fazie grupowej. Boath zagrał w trzech spotkaniach ze Szkocją, Związkiem Radzieckim i Brazylią.
Po raz ostatni w reprezentacji zagrał 9 września 1987 w meczu przeciwko Australii, przegranym 0:1. Łącznie Allan Boath w latach 1981–1987 wystąpił w 39 spotkaniach reprezentacji Nowej Zelandii, w których strzelił 6 bramek.
| Mecze i gole w reprezentacji | Mecze i gole w reprezentacji | Mecze i gole w reprezentacji | Mecze i gole w reprezentacji | Mecze i gole w reprezentacji | Mecze i gole w reprezentacji | Mecze i gole w reprezentacji |
| #                            | Data                         | Miasto                       | Przeciwnik                   | Gol                          | Wynik                        | Rozgrywki                    |
| ---------------------------- | ---------------------------- | ---------------------------- | ---------------------------- | ---------------------------- | ---------------------------- | ---------------------------- |
| 1.                           | 07.05.1981                   | Tajpej                       | Chińskie Tajpej              |                              | 0:0                          | El. MŚ 1982                  |
| 2.                           | 30.05.1981                   | Auckland                     | Chińskie Tajpej              |                              | 2:0                          | El. MŚ 1982                  |
| 3.                           | 16.08.1981                   | Auckland                     | Fidżi                        |                              | 13:0                         | El. MŚ 1982                  |
| 4.                           | 03.10.1981                   | Auckland                     | Chiny                        |                              | 1:0                          | El. MŚ 1982                  |
| 5.                           | 28.11.1981                   | Auckland                     | Arabia Saudyjska             |                              | 2:2                          | El. MŚ 1982                  |
| 6.                           | 19.12.1981                   | Rijad                        | Arabia Saudyjska             |                              | 5:0                          | El. MŚ 1982                  |
| 7.                           | 10.01.1982                   | Kallang                      | Chiny                        |                              | 2:1                          | El. MŚ 1982                  |
| 8.                           | 11.02.1982                   | Auckland                     | Węgry                        |                              | 1:2                          | towarzyski                   |
| 9.                           | 15.06.1982                   | Malaga                       | Szkocja                      |                              | 2:5                          | MŚ 1982                      |
| 10.                          | 19.06.1982                   | Malaga                       | ZSRR                         |                              | 0:3                          | MŚ 1982                      |
| 11.                          | 23.06.1982                   | Sevilla                      | Brazylia                     |                              | 0:4                          | MŚ 1982                      |
| 12.                          | 22.02.1983                   | Auckland                     | Australia                    |                              | 2:1                          | towarzyski                   |
| 13.                          | 27.02.1983                   | Melbourne                    | Australia                    |                              | 2:0                          | towarzyski                   |
| 14.                          | 16.08.1983                   | Suva                         | Fidżi                        |                              | 0:2                          | towarzyski                   |
| 15.                          | 18.08.1983                   | Nadi                         | Fidżi                        |                              | 1:0                          | towarzyski                   |
| 16.                          | 25.09.1983                   | Auckland                     | Japonia                      | Gol                          | 3:1                          | El. IO 1984                  |
| 17.                          | 01.10.1983                   | Auckland                     | Chińskie Tajpej              | Gol                          | 2:0                          | El. IO 1984                  |
| 18.                          | 07.10.1983                   | Tokio                        | Japonia                      |                              | 1:0                          | El. IO 1984                  |
| 19.                          | 12.10.1983                   | Tajpej                       | Chińskie Tajpej              | Gol                          | 1:1                          | El. IO 1984                  |
| 20.                          | 31.03.1984                   | Wellington                   | Malezja                      |                              | 2:0                          | towarzyski                   |
| 21.                          | 03.04.1984                   | Christchurch                 | Malezja                      | Gol · Gol                    | 6:1                          | towarzyski                   |
| 22.                          | 08.04.1984                   | Auckland                     | Malezja                      |                              | 0:0                          | towarzyski                   |
| 23.                          | 15.04.1984                   | Singapur                     | Arabia Saudyjska             |                              | 1:3                          | El. IO 1984                  |
| 24.                          | 24.04.1984                   | Singapur                     | Bahamy                       |                              | 0:1                          | El. IO 1984                  |
| 25.                          | 18.10.1984                   | Lautoka                      | Fidżi                        |                              | 2:1                          | towarzyski                   |
| 26.                          | 21.09.1985                   | Auckland                     | Australia                    |                              | 0:0                          | El. MŚ 1986                  |
| 27.                          | 05.10.1985                   | Auckland                     | Chińskie Tajpej              |                              | 5:1                          | El. MŚ 1986                  |
| 28.                          | 12.10.1985                   | Christchurch                 | Chińskie Tajpej              | Gol                          | 5:0                          | El. MŚ 1986                  |
| 29.                          | 26.10.1985                   | Auckland                     | Izrael                       |                              | 3:1                          | El. MŚ 1986                  |
| 30.                          | 03.11.1985                   | Sydney                       | Australia                    |                              | 0:2                          | El. MŚ 1986                  |
| 31.                          | 10.11.1985                   | Tel Awiw                     | Izrael                       |                              | 0:3                          | El. MŚ 1986                  |
| 32.                          | 17.09.1986                   | Lautoka                      | Fidżi                        |                              | 4:2                          | towarzyski                   |
| 33.                          | 19.09.1986                   | Suva                         | Fidżi                        |                              | 2:1                          | towarzyski                   |
| 34.                          | 25.10.1986                   | Auckland                     | Australia                    |                              | 1:1                          | towarzyski                   |
| 35.                          | 02.11.1986                   | Sydney                       | Australia                    |                              | 1:2                          | towarzyski                   |
| 36.                          | 09.09.1987                   | Lower Hutt                   | Australia                    |                              | 0:1                          | towarzyski                   |

## Sukcesy
North Shore United
- Chatham Cup (1): 1986
- Challenge Trophy (1): 1987